# Shipmeadow

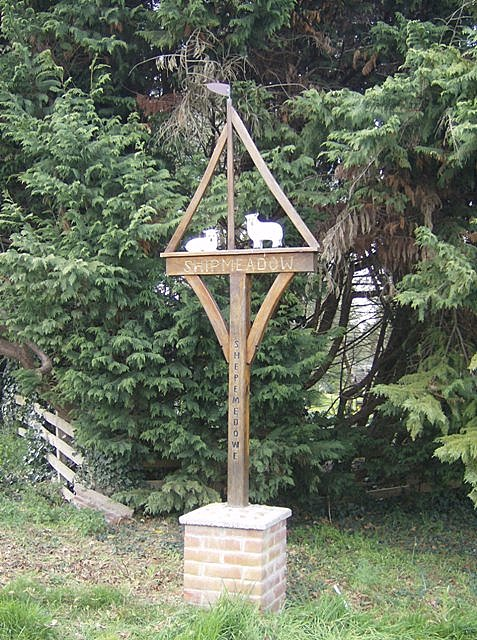
Ortszeichen mit zwei Schafen

Shipmeadow ist eine Ortschaft und zugleich eine Gemeinde (Parish) im Vereinigten Königreich. Sie liegt im Distrikt East Suffolk im Nordosten der englischen Grafschaft Suffolk.

## Geographie
Shipmeadow liegt südlich des Flusses Waveney. Er bildet nicht nur die nördliche Grenze der Gemeinde, sondern zugleich auch die von Suffolk. Benachbarte Gemeinden sind, beginnend im Osten und dann im Uhrzeigersinn, Barsham, St Andrew, Ilketshall, St John, Ilketshall, Mettingham, Ellingham und Geldeston. Die beiden letztgenannten liegen in der Grafschaft Norfolk.
Die Gemeinde liegt im ländlichen Raum, etwa in der Mitte zwischen den Kleinstädten Bungay im Westen und Beccles im Osten. Beide sind etwa vier Kilometer von Shipmeadow entfernt. Historisch eine Streusiedlung, die sich um die an einer Straßenabzweigung gelegene Pfarrkirche gruppierte, hat Shipmeadow heute den Charakter eines kleinen Straßendorfes, zu der auch einige Einzellagen gehören. Der größere südliche Teil der Gemarkung wird hauptsächlich ackerbaulich genutzt, der kleinere nördliche aufgrund der durch die Nähe des Flusses bedingten höheren Feuchtigkeit des Bodens als Wiesengelände. Die Gegend ist flach und nur leicht nach Süden hin ansteigend. Die Einwohnerzahl von Shipmeadow lag zum Zeitpunkt der Volkszählung 2011 bei 140, 2017 bei geschätzten 147. Die Fläche der Gemarkung beträgt etwa 3,3 km², der GSS-Code der Gemeinde lautet E04009485.

## Geschichte

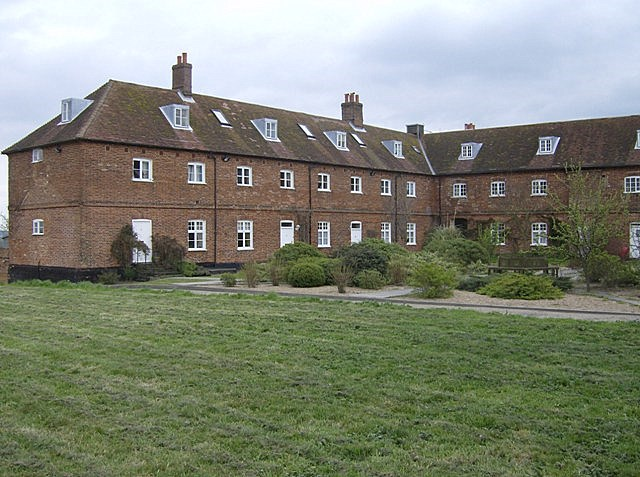
Viewpoint Mews, das ehemalige Arbeitshaus

Der Name steht für eine Wiese (meadow) mit Schafen (sheep); zwei dieser Tiere sind auf dem Ortszeichen zu sehen. Im Domesday Book, entstanden im späten 11. Jahrhundert, wird Shipmeadow erwähnt.
In Shipmeadow bestand eine eigenständige Kirchengemeinde der Church of England, deren dem Bartholomäus geweihte Pfarrkirche baulich etwa auf das 12. Jahrhundert zurückgeht. In den 1970er Jahren wurde sie aufgelöst, das Kirchengebäude anschließend profaniert und in private Hände verkauft.
Im Rahmen des Armengesetzes wurde nach einer regionalen Umstrukturierung im Westteil der Gemarkung, abseits der übrigen Bebauung, 1767 ein Arbeitshaus eröffnet, das zugleich auch für die anderen Gemeinden des Bezirks Wangford zuständig war. Es wurde nach dem Ersten Weltkrieg geschlossen, die Gebäude dienten danach als Alters- und Pflegeheim. Später wurde der Komplex zu einem Bauernhof umfunktioniert, dann in den 1980er Jahren zu Wohnungen umgebaut. Es trägt heute die Bezeichnung Viewpoint Mews.
Durch die Insassen des Arbeitshauses stieg die Bevölkerungszahl von Shipmeadow deutlich an und erreichte, bezogen auf die alle zehn Jahre durchgeführten Volkszählungen, 1851 mit 515 Bewohnern einen Höhepunkt. 1951 wurden 218 Einwohner gezählt, zwanzig Jahre später nur noch 75.

## Politik und Verwaltung
Im System der traditionellen Grafschaften Englands zählte die Ortschaft innerhalb Suffolks zur Wangford Hundred, zwischen 1894 und 1934 zum Rural District Wangford und dann zum Rural District Wainford. Mit Inkrafttreten des Local Government Act 1972 im April 1974 ging dieser im Distrikt Waveney auf. Aufgrund der Fusion Waveneys mit Suffolk Coastal liegt Shipmeadow seit April 2019 im Distrikt East Suffolk.
Shipmeadow bildet mit Barsham eine Verwaltungsgemeinschaft in Form eines gemeinsamen Gemeinderates (Combined Parish Council) mit insgesamt vier Mitgliedern. Dessen Sitz, die Village Hall, liegt in Barsham.

## Bauwerke

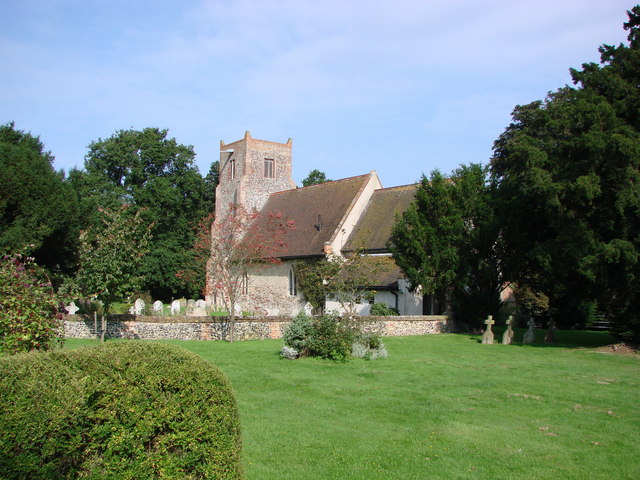
Kirche St Bartholomew

Insgesamt fünf Bauwerke und Anlagen auf dem Gemeindegebiet werden von Historic England als kulturhistorisch bedeutsam eingestuft. Davon sind als Listed Building die Kirche St Bartholomew und eine Scheune in der Kategorie II*, das Arbeitshaus, dessen Kapelle und das Haupthaus eines Bauernhofes in der Kategorie II eingestuft.

## Verkehr
Shipmeadow liegt beidseitig der Landstraße, die von Homersfield über Bungay nach Beccles führt. Ursprünglich als A road klassifiziert, wurde sie in den 1980er Jahren herabgestuft und trägt seither die Bezeichnung B1062. Den öffentlichen Verkehr deckt eine Omnibuslinie ab, die von Bungay nach Beccles und weiter nach Great Yarmouth verläuft.